# Aparato amovible
Término empleado en el Reglamento Electrotécnico para Baja Tensión REBT 2002 de España. 
ITC-BT-01 TERMINOLOGÍA
DEFINICIÓN 
Aparato amovible.
Puede ser: 
Aparato portátil a mano, cuya utilización, es uso normal, exige la acción constante de la misma.
Aparato movible, cuya utilización, en uso normal, puede necesitar su desplazamiento.
Aparato semifijo, sólo puede ser desplazado cuando está sin tensión.